# Sent Alban (Alta Garona)
Sent Alban (francès Saint-Alban)és un municipi del departament francès de l'Alta Garona, a la regió d'Occitània.